# حركة كيتش

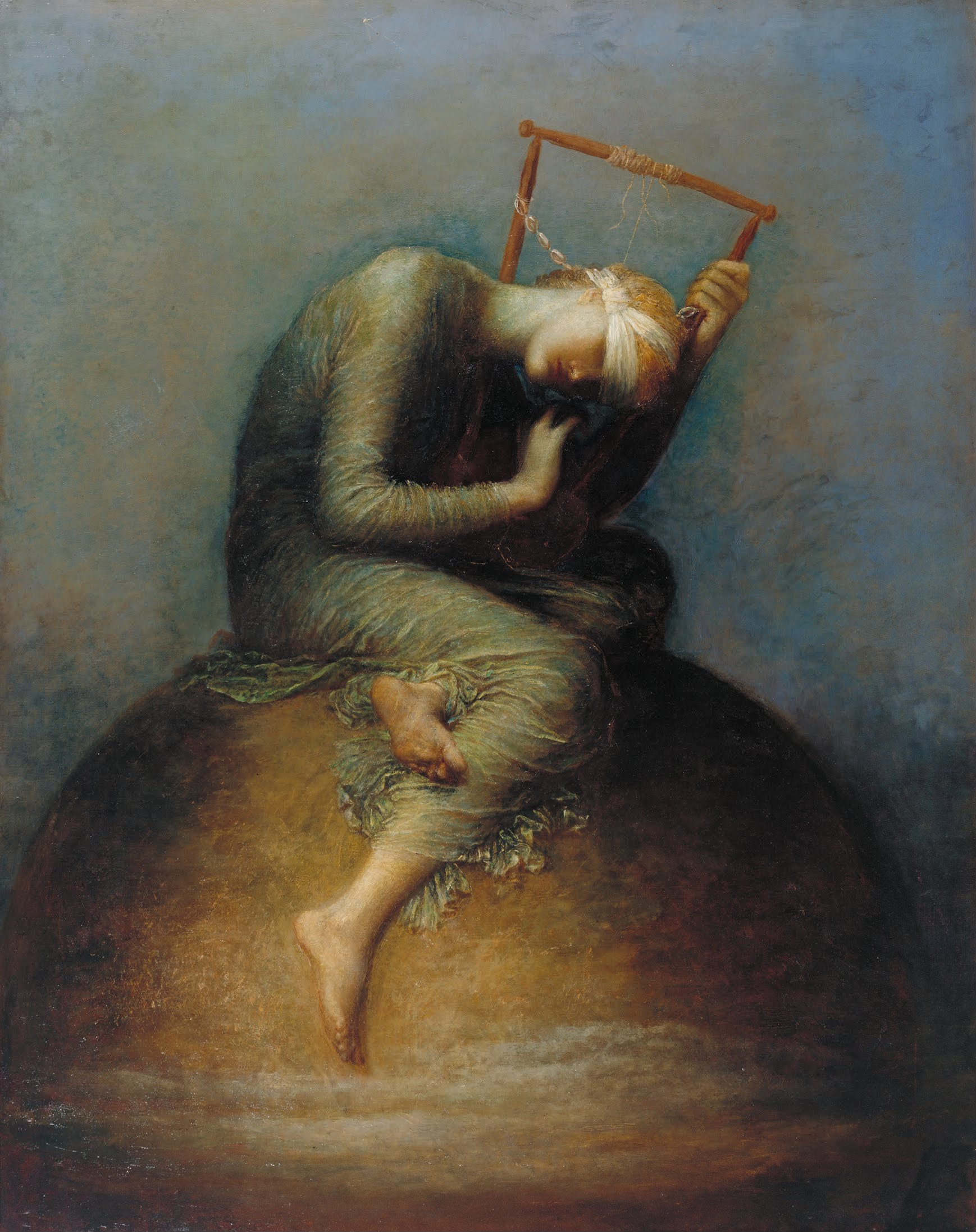
هوب، جورج فريدريك واتس، 1886. غلاف On Kitsch بواسطة Odd Nerdrum وآخرين...

لوحة كيتش هي حركة دولية من الرسامين الكلاسيكيين تأسست على خطاب 24 سبتمبر 1998 والفلسفة من قبل الفنان النرويجي غريب نيردروم، أوضح في وقت لاحق في كتابه على كيتش مع جان أوف توف وغيرها. تدمج الحركة تقنيات الماجستير القديمة مع السرد، والرومانسية، والصور المشحونة عاطفيًا. تعرف الحركة كيتش بأنه مرادف لفنون روما القديمة أو تكن من اليونان القديمة. يؤكد رسامو كيتش أن كيتش ليست حركة فنية، بل حركة فلسفية منفصلة عن الفن. وقد اعتبرت حركة كيتش انتقادا غير مباشر لعالم الفن المعاصر، ولكن وفقا لنردروم والعديد من الرسامين كيتش، وهذا ليس نيتهم المعلنة.

## أصول فلسفة الرسم كيتش
ظهرت الفلسفة التي نشأت من قبل نيردوم لأول مرة في مجموعة بين دائرة نيردوم من الطلاب يان أوف توف، هيلين كنوب، هيج إليزابيث هوغن، مونيكا هيلجيسين، جيريمي كانيغليا، كجيتيل جول، براد سيلفرشتاين، كارلوس مدريد، ستيفان بولتر، براندون كراليك، نان نياندر، وسرعان ما توسعت. ظهرت العديد من رسامي كيتش.

## تعاون
تعاونت حركة كيتش مع أكاديمية فلورنسا في معرض بينالي عام 2009 بعنوان «أعمال خالدة». معرض متنقل يضم رسامين من جميع أنحاء العالم.

## معارض
- 2002 كيتش سراديب الموتى، هاوغار فيستولد كونستموسيوم، تونسبرغ، النرويج
- 2002 راوغلاند أتيليه، ستافيرن، النرويج
- 2002 لارفيك كونستفورينينغ، لارفيك، النرويج
- 2004 كيتش، متحف تيليمارك، سكيين، النرويج
- 2005 كيتش سنوي، البارود هاوس، فريدريكسفيرن فيردت، ستافيرن، النرويج
- 2006 كيتش سنوي، ستافيرن، النرويج
- 2008 بينالي ليتش باسينغر فابريك، ميونخ، ألمانيا
- 2009 كيتش، قلعة كرابروب، السويد
- 2009 خريف كيتش، غاليري بان، أوسلو، النرويج
- 2009 أعمال خالدة، غوتنبرغ، السويد
- 2010 كيتش بينالي، قصر سيني، البندقية، إيطاليا